# Nedre Gransjötjärnen
Nedre Gransjötjärnen är en sjö i Ånge kommun i Medelpad och ingår i Ljungans huvudavrinningsområde.